# Das schönste ABC der Welt

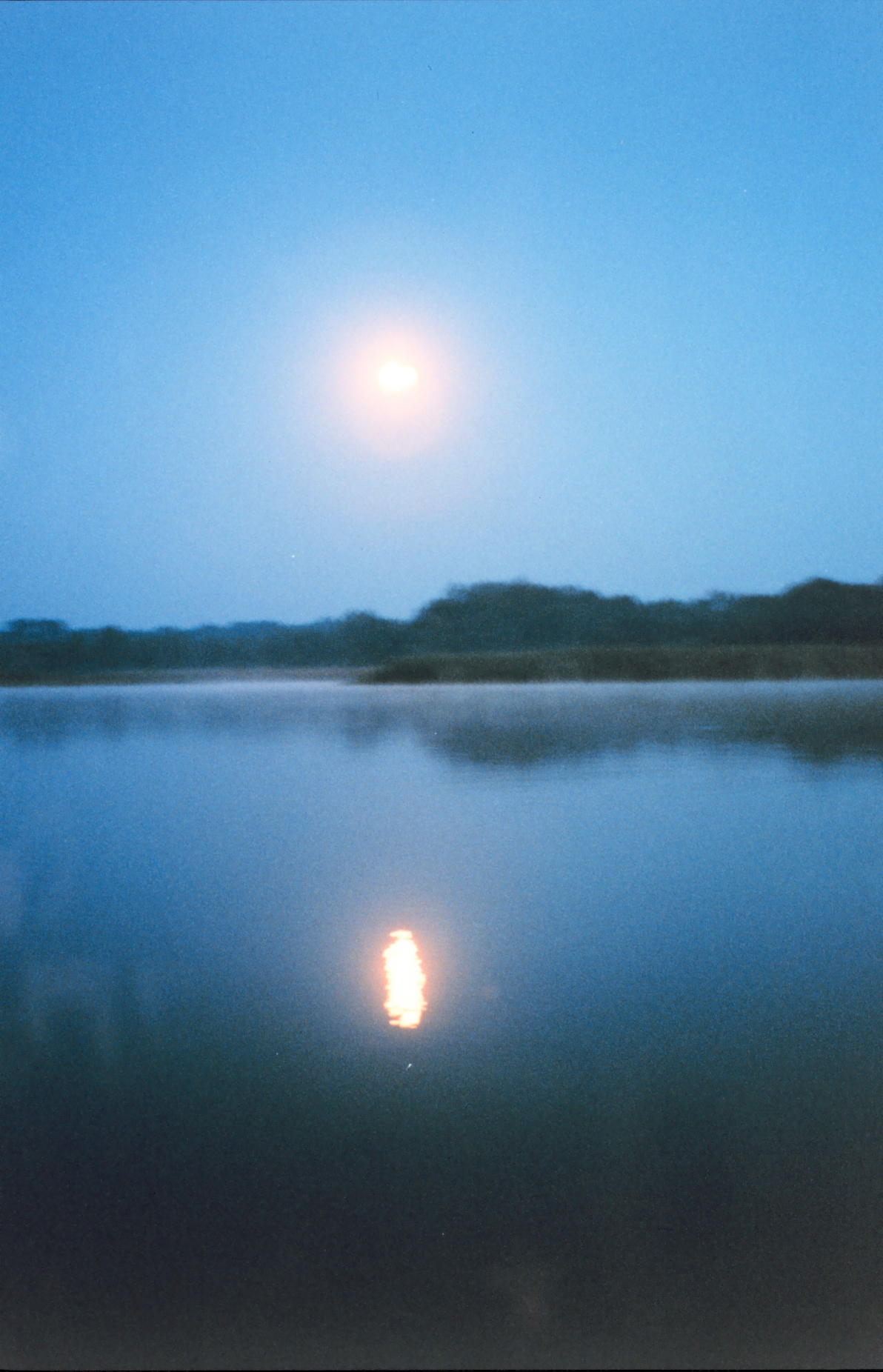
Siegerwort Yakamoz, türkisch: Der Widerschein des Mondes auf dem Wasser

Das schönste ABC der Welt war ein Wettbewerb der Zeitschrift Kulturaustausch und des Stuttgarter Instituts für Auslandsbeziehungen (IfA). Bewertet wurden die Originalität des Wortes, seine kulturelle Besonderheit und die Qualität der Begründung.

## Reaktionen
2469 Menschen aus 58 Nationen reichten ihre Lieblingswörter ein.
Der Wettbewerb im  Rahmen des Jahres der Geisteswissenschaften 2007 fand größere Beachtung in den deutschsprachigen Medien Deutschlands, Österreichs und der Schweiz. Aufgrund eines aus der türkischen Sprache stammenden Siegerwortes berichtete auch eine größere Anzahl türkischer Medien über den Ausgang des Wettbewerbs sowie Medien weiterer Länder.
Die Deutsche Welle vertonte, als die Sieger feststanden, Das schönste ABC in Auszügen für sein Radioprogramm. Das IfA publizierte eine 32-seitige Broschüre mit ausgewählten Beiträgen.

## Ziel
Der Wettbewerb und sein Ergebnis sollten ohne Anspruch auf Vollständigkeit die Vielfalt der Sprachen wie die Vielfalt der Kulturen zeigen und dazu beitragen, dass in Deutschland lebende Menschen gleich welcher Herkunft ein „Gefühl für andere Sprachen“ entwickeln.

## Auswahlverfahren
Aus knapp 2500 Wortvorschlägen, die aus fast 60 Nationen stammten, wählte eine dreiköpfige Jury die Gewinner nach den Aspekten Originalität des Wortes, kulturelle Besonderheit und Qualität der Begründung aus. Bei deutschen Wörtern waren auch solche wie „Heilbuttschnittchen“ und „quietschfidel“ eingereicht.
Mitglieder der Jury waren:
- Moderatorin Marion Brasch
- Schriftstellerin Inka Parei
- Fernsehmoderator Jörg Thadeusz

## Sieger
Das türkische Siegerwort Yakamoz wurde nach dem Wettbewerb auch in internationalen Medien als „weltweit schönstes Wort“ bezeichnet. Es bedeutet „die Widerspiegelung des Mondlichtes im Wasser“, wofür es im Deutschen wie in anderen Sprachen keine Entsprechung gibt. Yakamoz bezeichnet daneben im Türkischen auch das Phänomen des Meeresleuchtens. In der Begründung des Vorschlags hieß es knapp: „Es ist einfach schön, dieses Phänomen in einem Wort ausdrücken zu können.“
Auf Platz zwei wurde „hu lu“, das chinesische Wort für Schnarchen gewählt. Den dritten Platz belegt „volongoto“, was in Luganda, einer in Afrika gesprochenen Sprache, „unordentlich“ bedeutet.

## Weitere Wörter
In der Tabelle sind die Wörter alphabetisch angeordnet.
| Wort                  | Sprache                | Bedeutung                                                                                  |
| --------------------- | ---------------------- | ------------------------------------------------------------------------------------------ |
| Ai 愛                 | Japanisch/Chinesisch   | Liebe                                                                                      |
| Antojar               | Spanisch               | Lust haben auf                                                                             |
| Bahagia               | Indonesisch            | Freude                                                                                     |
| Baubles               | Englisch               | Tand                                                                                       |
| Benzhu                | Chinesisch             | dumm                                                                                       |
| Bücherbus             | Deutsch                | Bücherbus                                                                                  |
| Cafuné                | Portugiesisch          | Akt des innigen Streichelns des Kopfes, zärtlich sein oder nach Läusen suchen              |
| Caracol               | Spanisch               | Schnecke, Kohlgesicht                                                                      |
| Chamuss               | Burushaski             | Aprikosensaft                                                                              |
| Chuanmen              | Chinesisch             | jemanden unangekündigt besuchen                                                            |
| Chuchichäschtli       | Schweizerdeutsch       | Küchenschrank                                                                              |
| Cloot                 | Schottisch             | Stoff                                                                                      |
| Dapper                | Flämisch               | tapfer                                                                                     |
| Davka                 | Hebräisch              | genau, im Gegenteil                                                                        |
| Dinosaurio            | Spanisch               | Dinosaurier                                                                                |
| Donia                 | Arabisch               | Welt, Leben                                                                                |
| Eldritch              | Englisch               | schaurig                                                                                   |
| Eshabwe               | Runyankole             | Gericht                                                                                    |
| Fernweh               | Deutsch                | Fernweh                                                                                    |
| Filiżanka             | Polnisch               | Tasse                                                                                      |
| Fox                   | Englisch               | Fuchs                                                                                      |
| Gegenwart             | Deutsch                | Gegenwart                                                                                  |
| Gibberish             | Schottisch             | Schwachsinn                                                                                |
| Hausverstand          | Österreichisch         | Menschenverstand                                                                           |
| Heilbuttschnittchen   | Deutsch                |                                                                                            |
| Iella                 | Italienisch            | Pech                                                                                       |
| Impediment            | Englisch               | Behinderung, Hindernis                                                                     |
| Ironia                | Italienisch            | Ironie                                                                                     |
| Jabulani              | Zulu                   | Frieden                                                                                    |
| Jardin                | Französisch            | Garten                                                                                     |
| Kenifé                | Malinke                | Liebe                                                                                      |
| Kladderadatsch        | Deutsch                | Kladderadatsch                                                                             |
| Kichererbse           | Deutsch                | Kichererbse                                                                                |
| Kristallklar          | Deutsch                |                                                                                            |
| Kwangaba-Kwanbaya     | Hausa                  | Unentschlossenheit                                                                         |
| Laughterature         | Englisch, Französisch  | Art von Lachen, die sich während des Lachens selbst ausradiert                             |
| Lehkost               | Tschechisch            | Leichtigkeit                                                                               |
| Madala                | Hausa                  | Gott sei Dank                                                                              |
| Millimallikas         | Estnisch               | Aurelia aurita – Ohrenqualle                                                               |
| Moon                  | Englisch               | Mond                                                                                       |
| Mwethya               | Kikamba                | Gemeinschaftsarbeit                                                                        |
| Naeka                 | Bengalisch             | Furie                                                                                      |
| Nagode                | Hausa                  | Dankbarkeit                                                                                |
| Nope                  | urspr. US-amerikanisch | nein                                                                                       |
| Nuckelpinne           | Deutsch                | Nuckelpinne                                                                                |
| Oppholdsvær           | Norwegisch             | eine bestimmte Wetterlage                                                                  |
| Oshin                 | Vietnamesisch          | Hausmädchen                                                                                |
| Paralelepípedo        | Portugiesisch          | Pflasterstein                                                                              |
| Perekotipole          | Ukrainisch             | Steppenläufer                                                                              |
| Puddock               | Schottisch             | Schotte                                                                                    |
| Quarkkrapfen          | Deutsch                | Gebäck, Krapfen auf Basis von Quark                                                        |
| Quietschfidel         | Deutsch                | ausgelassen, fröhlich                                                                      |
| Rhabarber             | Deutsch                | Rhabarber                                                                                  |
| Sabei                 | Thailändisch           | Ach, wie schön                                                                             |
| Salo                  | Ukrainisch             | Speck                                                                                      |
| Saudade               | Portugiesisch          | Sehnsucht                                                                                  |
| Schienenersatzverkehr | Deutsch                | Schienenersatzverkehr                                                                      |
| Schrumpfst            | Deutsch                |                                                                                            |
| Soufflé               | Französisch            | Atem                                                                                       |
| Tabarma               | Hausa                  | Matte, Unterleger, Schlafmatte                                                             |
| Tohuwabohu            | Yiddish                | nach Luther: Wüst und Leer (1. Mose 1,2); modern: Wirrwarr/Chaos                           |
| Touse’e zabani        | Persisch               | Sprachweiterentwicklung                                                                    |
| Vaina                 | Spanisch               | Dummkopf, Futteral, Hülse, Patronenhülse, Messerscheide, Scheide, Schote, Unannehmlichkeit |
| Vazhaippazham         | Tamil                  | Banane                                                                                     |
| Wattan                | Persisch               | Heimat                                                                                     |
| Weselka = Веселка     | Ukrainisch             | Regenbogen                                                                                 |
| X-beliebig            | Deutsch                | irgendein, gleichgültig, wer oder was für ein, irgendwie                                   |
| Yawwa                 | Hausa                  | Danke                                                                                      |
| Yowamushi             | Japanisch              | Waschlappen, Weichling                                                                     |
| Zjom-zjom             | Ukrainisch             | Abschiedsfloskel                                                                           |
| Zmrzlina              | Slowakisch/Tschechisch | Speiseeis                                                                                  |